# 30566 Stokes
30566 Stokes è un asteroide della fascia principale. Scoperto nel 2001, presenta un'orbita caratterizzata da un semiasse maggiore pari a 2,3790803 UA e da un'eccentricità di 0,2265140, inclinata di 3,05068° rispetto all'eclittica.